# شبگرد میس
 شبگرد میس (نام علمی: Caprimulgus meesi) نام یک گونه از تیره شبگردان است.